# Jezdnia

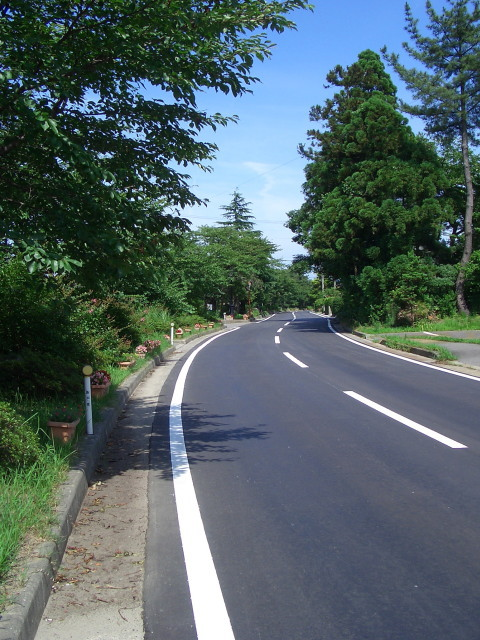
Jezdnia dwukierunkowa z dwoma pasami ruchu

Jezdnia – część drogi przeznaczona do ruchu pojazdów, składająca się z pasa albo pasów ruchu, z wyjątkiem 
torowiska wydzielonego z jezdni.